# Гејнсборо (Тенеси)
Гејнсборо (енгл. Gainesboro) град је у америчкој савезној држави Тенеси.

## Демографија
По попису из 2010. године број становника је 962, што је 83 (9,4%) становника више него 2000. године.
| Група             | 2000.       | 2010.       |
| Белци             | 862 (98,1%) | 949 (98,6%) |
| Афроамериканци    | 0 (0,0%)    | 4 (0,4%)    |
| Азијати           | 4 (0,5%)    | 1 (0,1%)    |
| Хиспаноамериканци | 5 (0,6%)    | 5 (0,5%)    |
| Укупно            | 879         | 962         |